# トランジション・ファイナンス
トランジション・ファイナンス（Transition finance）とは、脱炭素社会の実現に向けて長期的な戦略に則り、着実な温室効果ガス (GHG) 削減の取り組みを行う企業に対し、その取り組みを支援することを目的とした金融手法である。

## 概要
パリ協定の目標達成のためには、再生可能エネルギーなどのグリーンな事業だけでなく、省エネ・燃料転換等を含む着実な脱炭素化に向けた移行(トランジション)への取り組みに対する資金供給が重要となる。トランジション・ファイナンスは、トランジションに取り組む企業を金融面から支援するものであり、国際的な議論が進められている。
トランジション・ファイナンスの特徴は以下の4つの要素である。
- 資金調達者のクライメート・トランジション戦略とガバナンス
- ビジネスモデルにおける環境面のマテリアリティ
- 科学的根拠のあるクライメート・トランジション戦略(目標と経路を含む)
- 実施の透明性

## 国際的な動向
国際資本市場協会(ICMA)は2020年12月、「クライメート・トランジション・ファイナンス・ハンドブック」を公表し、トランジション・ファイナンスの国際的な指針を示した。

## 日本の動向
日本では、金融庁・経済産業省・環境省が2021年5月、「クライメート・トランジション・ファイナンスに関する基本指針」を策定した。本指針はICMAのハンドブックとの整合性が図られている。
経済産業省は、トランジション・ファイナンスを普及させるため、基本指針に整合し、モデル性を有するファイナンス事例について、情報発信や第三者評価費用の負担軽減を行うモデル事業を実施している。また、鉄鋼、化学、電力、紙パルプ、セメントなど各分野のトランジション・ファイナンスのためのロードマップも策定されている。